# Morra
Morra (на латински: micatio от micare digitis – „показване на пръсти“) е игра с ръце, която датира от хилядолетия до древните римски и гръцки времена. Всеки играч едновременно разкрива ръката си, протягайки произволен брой пръсти, като извиква номер. Всеки играч, който успешно познае общия брой пръсти, разкрити от всички играчи, вземе една точка.
Morra може да се играе за решаване на проблеми, на същия принцип както двама души могат да хвърлят монета, или за забавление.